# أيجل بريلد
أيجل بريلد (بالدنماركية: Eigil Bryld)‏ (و. 1971  م) هو مخرج أفلام، ومصور سينمائي دنماركي.

## التعليم
تعلم في Coleg Gwent ‏
.

## وصلات خارجية
- أيجل بريلد على موقع IMDb (الإنجليزية)
- أيجل بريلد على موقع قاعدة بيانات الأفلام العربية
- أيجل بريلد على موقع ألو سيني (الفرنسية)
- أيجل بريلد على موقع تيرنر كلاسيك موفيز (الإنجليزية)
- أيجل بريلد على موقع أول موفي (الإنجليزية)
- أيجل بريلد على موقع بوكس أوفيس موجو (الإنجليزية)
- أيجل بريلد على موقع قاعدة بيانات الأفلام السويدية (السويدية)
- أيجل بريلد على موقع قاعدة بيانات الفيلم (الإنجليزية)
- أيجل بريلد على موقع كينوبويسك (الروسية)